# Тегелер-Зе
Тегелер-Зе (нем. Tegeler See) — озеро в берлинском округе Райниккендорф, в районе Тегель. По своей площади, составляющей 408 га, Тегелер-Зе занимает второе место среди берлинских озёр после Мюггельзе и представляет собой разветвлённый расширенный участок реки Хафель.
На озере налажено пассажирское судоходство, оно также пользуется успехом у спортсменов в водных видах спорта. Часть береговой линии, пригодной для купания, невелика, однако вода в Тегелер-Зе обладает высоким качеством, и озеро славится прозрачностью своей воды.
В Тегелер-Зе расположено большое количество островов, которые частично занимают садовые участки.

## Галерея

Тегелер-Зе
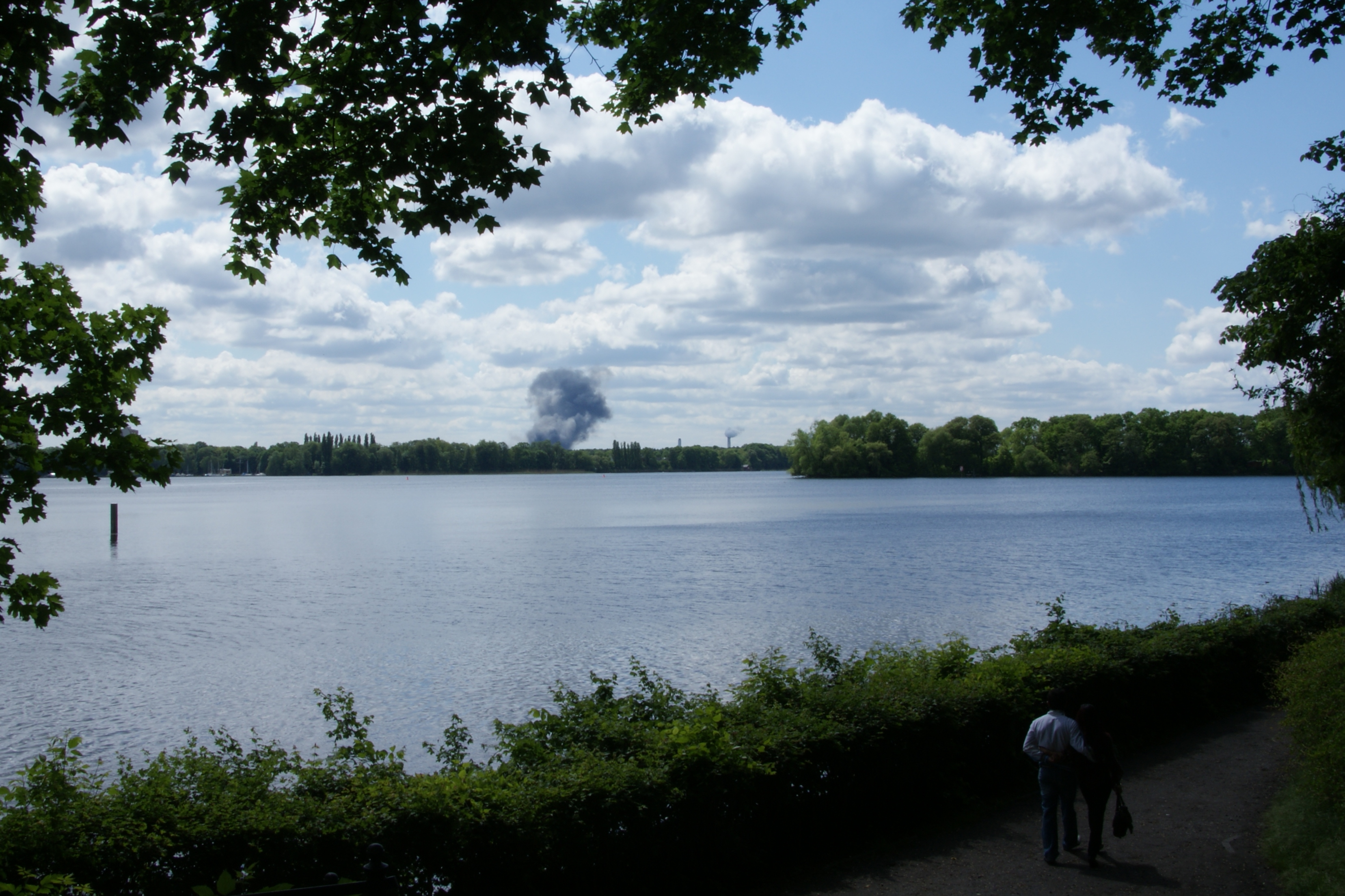
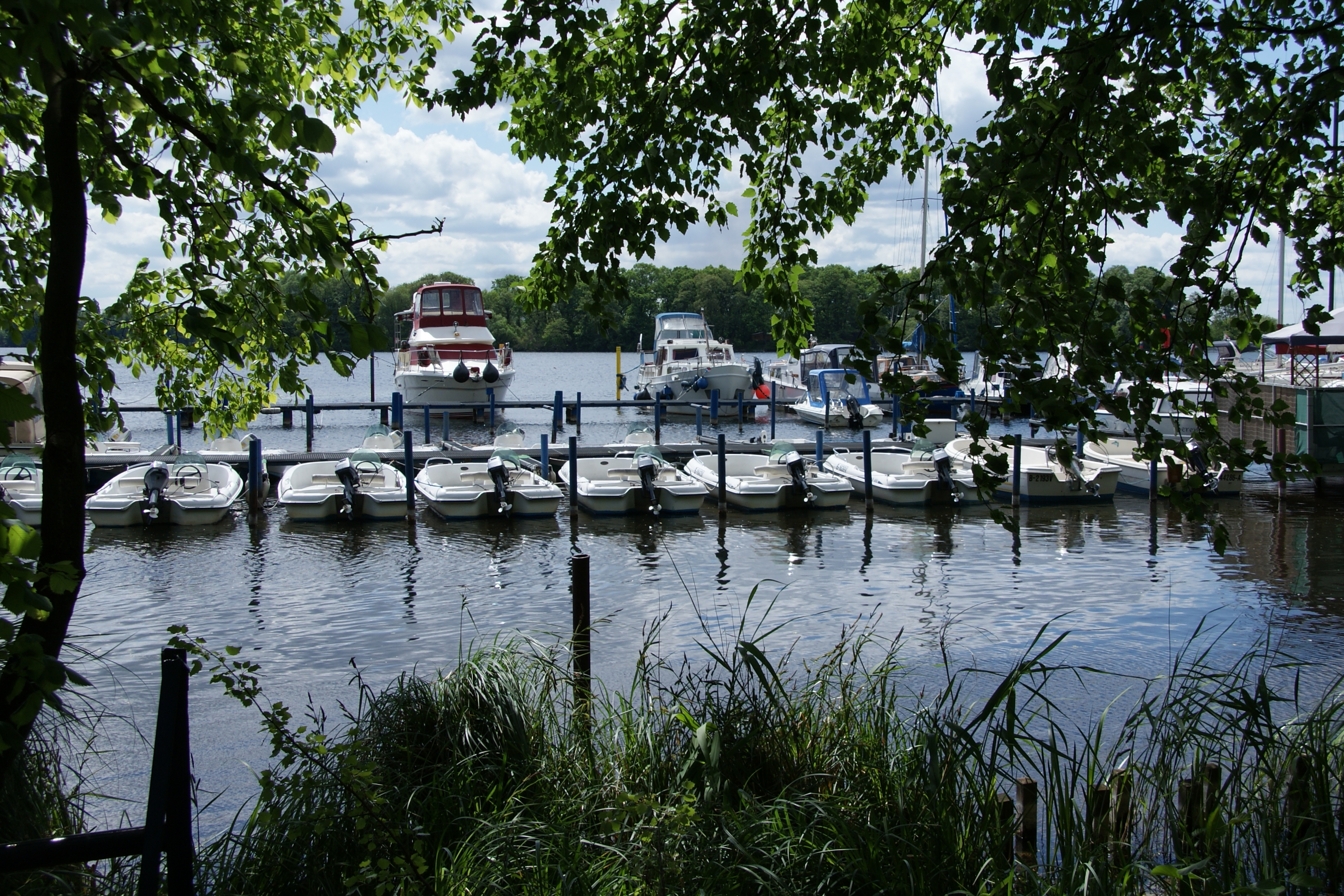
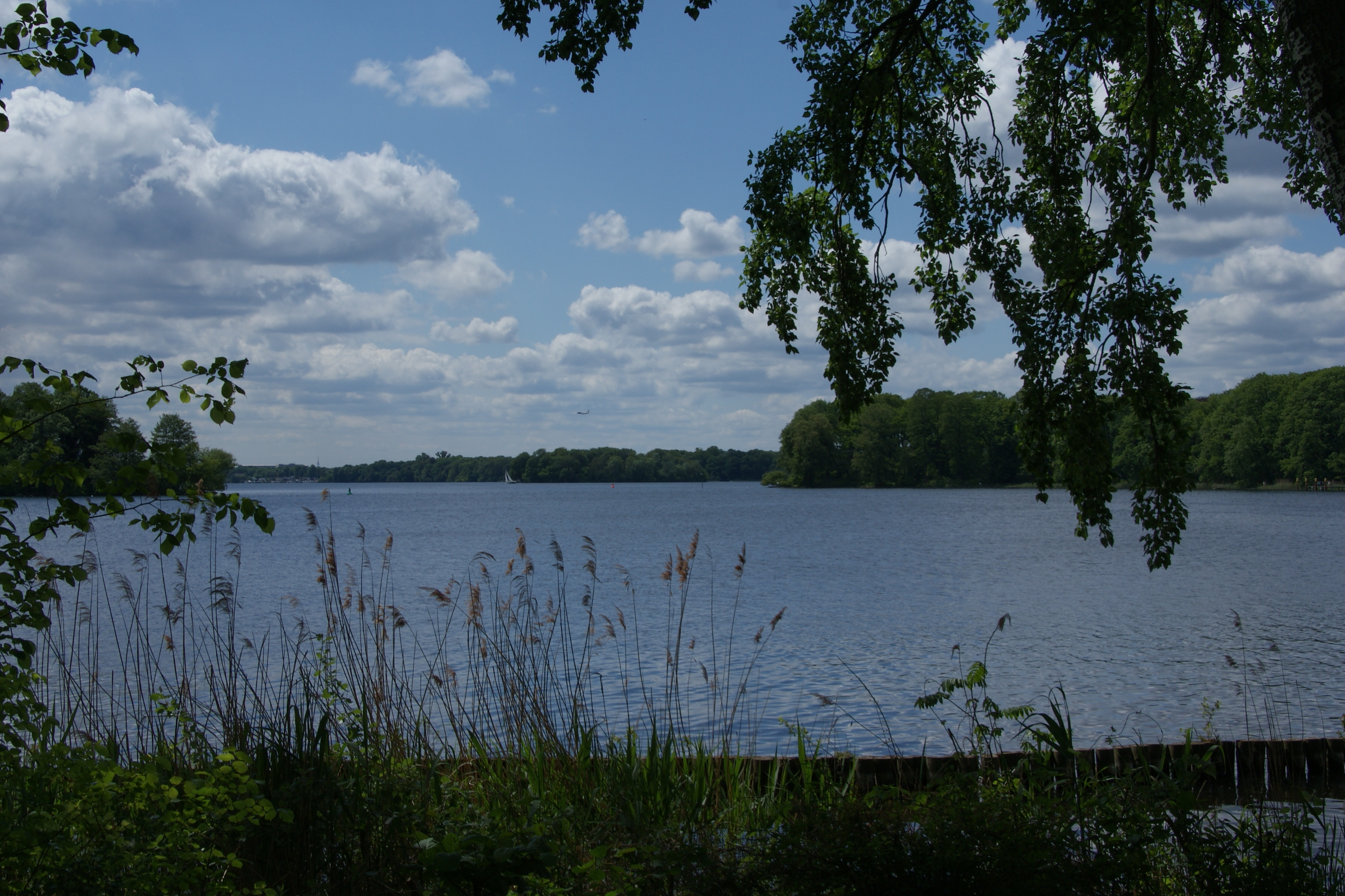